# Momentum (groupe)
Pour les articles homonymes, voir Momentum.
Momentum est un groupe islandais de metal progressif. Le groupe a souvent joué dans des lieux locaux notoires comme Grand rokk et Eistnaflugi. Formé en 2002 sous le nom de Afsprengi Satans, il prend le nom de Momentum en 2004, et finit par se séparer plus de 10 ans plus tard en 2017.

## Histoire
Le groupe est formé sur les traces de Afsprengi Satans, un groupe formé à l'origine en 2002. En 2004, le groupe change de nom pour Momentum, et sort le single Death to Christianity avant la sortie de l'EP The Requiem en 2006. À ses débuts, le groupe joue du death metal avant de se mettre au metal progressif. Un autre EP, Your Side of the Triangle, suit en 2008. Enfin, ils sortent leur premier album studio, Fixation at Rest, en 2010 au label Molestin Records.
Momentum signe avec le label norvégien Dark Essence Records, et sort son deuxième et dernier album studio, The Freak is Alive, en 2015,. Pour MusicWaves, « Son titre traduit autant la nature bizarre de son contenu que le retour de ses géniteurs, absents des bacs depus cinq ans. Sa défloration est, pour dire la vérité, assez douloureuse, œuvre froide et hermétique, presque austère, déambulant quelque part entre Doom et progressif, pour faire (trop) simple. » The Icelandic Grapevine le considère comme « un foutu chef-d'œuvre ». Momentum se sépare en 2017.

## Membres
- Hörður Ólafsson — chant, basse
- Erling Orri Baldursson — guitare
- Ingvar Sæmundsson — guitare
- Kristján Einar Guðmundsson — batterie

## Discographie
- 2006 : The Requiem (EP)
- 2008 : Your Side of the Triangle (EP)
- 2010 : Fixation at Rest
- 2015 : The Freak is Alive